# NGC 2442
| Galáxia espiral barrada NGC 2442 | |
|                                  | |
| Dados do catálogo:               | |
| Classificação do objeto:         | Sc I-II |
| Brilho superficial               | 13,9 |
| Massa (Sol=1)                    | ---- |
| Outras denominações:             | NGC 2443, HIPASS J0736-69, NGC 2442, AM 0736-692, IRAS F07365-6924, PMN J0736-6931, 6dFGS gJ073623.8-693151, IRAS 07365-6924, PSCz P07365-6924, ESO-LV 59-0080, LEDA 21373, SGC 073633-6925.0, ESO 59-8, 2MASX J07362384-6931509 |

NGC 2442 é uma galáxia espiral barrada situada na direção da constelação do Peixe Voador. Possui uma magnitude aparente de 10,4, uma declinação de -69º 32' 31" e uma ascensão reta de 07 horas, 36 minutos e 19,7 segundos.